# AS Saint-Étienne (női csapat)
Az AS Saint-Étienne női labdarúgócsapatát 1977-ben Saint-Étienne-ben hozták létre. A francia első osztályú bajnokság tagja.

## Klubtörténet
1977-ben az AS Saint-Étienne vezetői a klub 70-es évekbeli sikerkorszakának idején bővítették női szakággal az egyesületet Racing Club de Saint-Étienne néven.
Két évvel megalakulásuk után, 1980–81-ben jutottak fel első alkalommal az első osztályba, ahol négy szezont húztak le, de nem sikerült maradandót alkotniuk és végül az 1982–83-as idényben búcsúztak az élvonaltól. Egy hosszú másod- és harmadosztályú időszak következett a klub történetében. A 2007–08-as szezonra sikerült újra kiharcolniuk az élvonalbeli szereplést, amit a negyedik helyen fejeztek be. A klub a következő években a középmezőnyben foglalt helyet és nagy hangsúlyt fektettek az utánpótlás-nevelésre, melyet a Loire-Forez csapatával 2009 óta működtetnek együtt.
2011-ben megszerezték első országos trófeájukat, miután a francia kupa döntőjében büntetőkkel múlták felül a Montpellier gárdáját. A 2016–17-es kiírás 2. fordulójában 7-0-ra verték idegenben a Bordeaux együttesét, azonban a további mérkőzéseken már nem tudtak lépést tartani ellenfeleikkel és végül kieső helyen végeztek.
A 2019–2020-as idényben a koronavírus-járvány által megszakított bajnokságban veretlenül álltak a tabellán, ellenben egy mérkőzéssel kevesebbet játszottak a Le Havre-nál, így Francia labdarúgó-szövetség határozata értelmében az égszínkék egyesület indulhatott a 2020–21-es első osztályú bajnokságban. A következő idényüket is hat veretlen, kapott gól nélküli találkozóval kezdték, amikor az FFF egy újabb határozata után a másodosztály küzdelmeit végleg megszakították. A "fehér" szezonnak nyilvánított bajnokságból pedig nem juthattak fel csapatok az elit ligába. A vezetőség fellebbezést nyújtott be, melyet az első és másodosztályú klubok, valamint a szövetség is elfogadott, így a Zöldek 2021. július 13-án a hivatalosan is a következő idény résztvevőivé váltak.

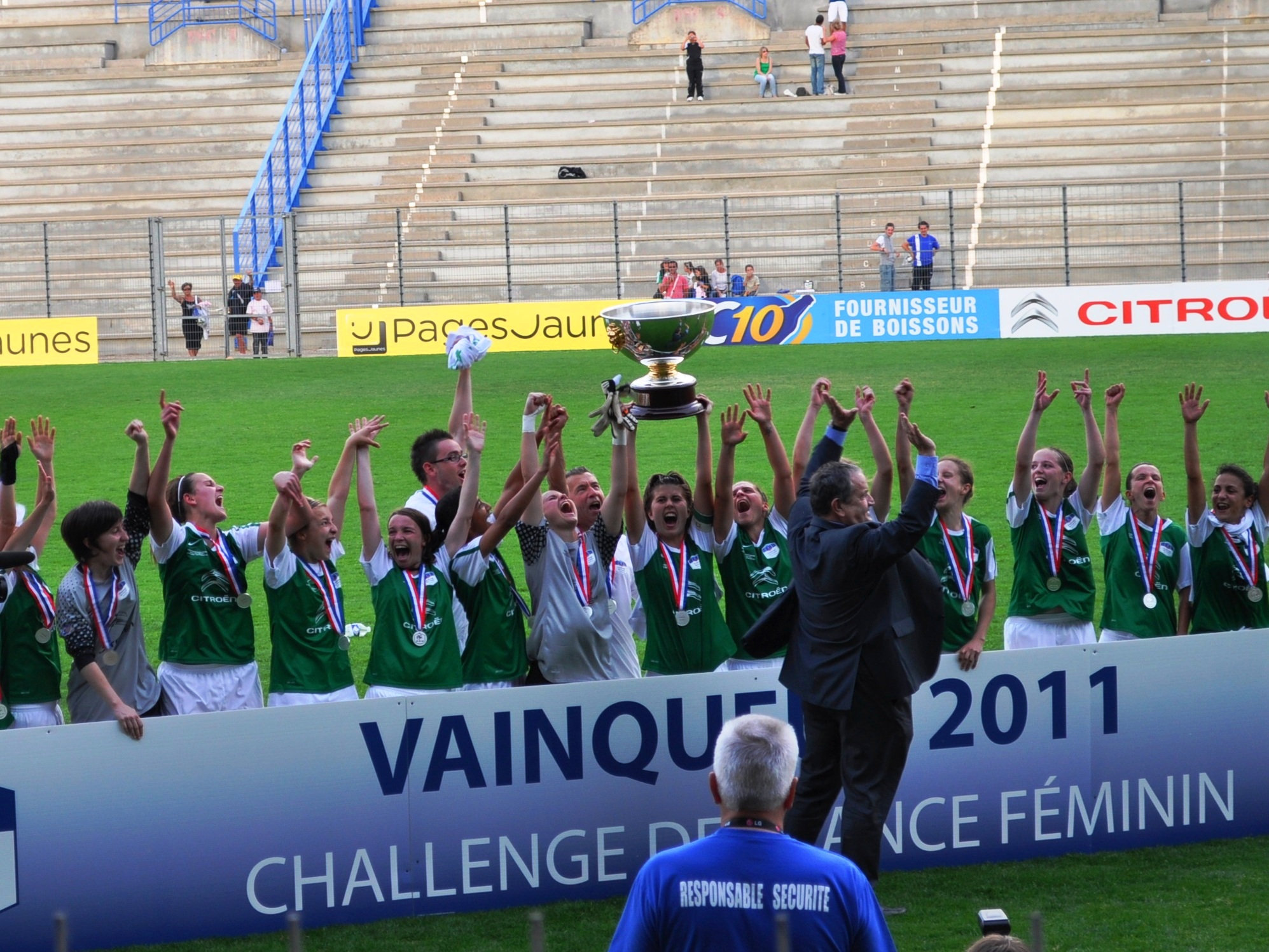
A 2011-ben kupagyőztes csapat

## Játékoskeret
2023. július 1-től
| #  |     | Poszt | Név                  |
| -- | --- | ----- | -------------------- |
| 1  | NGA | K     | Yewande Balogun      |
| 16 | FRA | K     | Maryne Gignoux       |
| 30 | FRA | K     | Alexane Géry         |
| 2  | AUT | V     | Sarah Klotz          |
| 3  | FRA | V     | Chloé Tapia          |
| 15 | FRA | V     | Ninon Blanchard      |
| 19 | FRA | V     | Anaëlle Anglais      |
| 20 | BLR | V     | Viktorija Kazakevics |
| 23 | SUI | V     | Thaïs Hurni          |
| 25 | FRA | V     | Clémence Quiblier    |
| 29 | FRA | V     | Ophélie Chaudier     |
|    | FRA | V     | Noémie Carage        |
| 4  | FRA | KP    | Amanda Mbabi         |

| #  |                      | Poszt | Név                   |
| -- | -------------------- | ----- | --------------------- |
| 6  | FRA                  | KP    | Élise Legrout         |
| 10 | FRA                  | KP    | Solène Champagnac     |
| 11 | FRA                  | KP    | Regina Otu            |
| 13 | FRA                  | KP    | Faustine Bataillard   |
| 7  | USA                  | CS    | Kristen Scott         |
| 8  | CAN                  | CS    | Alexandria Lamontagne |
| 9  | FRA                  | CS    | Laury Jésus           |
| 17 | NIR                  | CS    | Kess Elmore           |
| 18 | FRA                  | CS    | Cindy Caputo          |
| 22 | Saint Kitts és Nevis | CS    | Phoenetia Browne      |
| 24 | FRA                  | CS    | Louann Archier        |
| 27 | FRA                  | CS    | Cyrine Ben Rabah      |

## Korábbi híres játékosok
| - Maud Antoine - Karima Benameur - Delphine Blanc - Elise Bonet - Chloé Bornes - Ophélie Brevet - Noémie Carage - Camille Catala - Astrid Chazal - Audrey Chaumette - Maéva Clemaron - Laura Condon - Adeline Coquard - Nora Coton-Pélagie - Ludivine Coulomb - Morgane Courteille - Gwaldys Debbache - Julie Debever - Andréa Ferrucci - Kelly Gadéa - Kelly Gago | - Maëlle Garbino - Candice Gherbi - Charlotte Gauvin - Méline Gérard - Kheira Hamraoui - Jessica Houara - Rose Lavaud - Charlotte Lorgeré - Marina Makanza - Julie Morel - Aude Moreau - Léonie Multari - Sarah Palacin - Anne-Laure Perrot - Julie Peruzzetto - Pauline Peyraud-Magnin - Lucie Pingeon - Amandine Soulard - Fanny Tenret - Manon Uffren - Juliette Vidal | - Sabrina Viguier - Laetitia Agab-Cluzel - Safia Bengueddoudj - Emily Burns - Abby Carchio - Mariah Powers - Nadège Cissé - Malikae Dayes - Mikayla Dayes - Michèle Madeleine Ngono Mani - Kristen Sakaki - Aïssata Coulibaly - Nesryne El Chad - Joy Bokiri - Esther Okoronkwo - Anne-Marie Bănuță - Kristina Pantelić - Lalia Dali-Storti - Tetyjana Romanenko |

## Sikerlista
Francia kupagyőztes (1): 2011